# Jack Warner
Jack Leonard "J. L." Warner (2. august 1892 – 9. september 1978), blev født som Jacob Warner i London, Ontario, var en canadisk-amerikansk filmproducent, som var direktør og ledende kraft bag Hollywood filmselskabet Warner Bros. Jack Warners 45 år lange karriere i filmbranchen var længere end nogen anden af cheferne for filmstudierne.
Som en af produktionscheferne på Warner Bros. arbejdede han sammen med sin bror, Sam Warner, på at fremskaffe teknologien til filmindustriens første talefilm. Efter Sams død kom Jack i konflikt med sine overlevende ældre brødre, Harry og Albert Warner. Han overtog kontrollen med filmstudiet i 1950'erne da han i hemmelighed opkøbte sine brødres aktier i studiet, efter at han havde overtalt dem til at de i fællesskab skulle sælge aktier.
Selv om Warner blev frygtet af mange af sine ansatte og blev til grin på grund af sine fejlslagne forsøg på at være morsom, blev han respekteret for sin næse for forretning og ihærdighed. Han rekrutterede mange af Warner Bros' filmstjerner og støttede de rå sociale dramaer, som blev studiets kendetegn. Warner var hurtig til at træffe beslutninger, og sagde selv en gang: "Hvis jeg har ret 51% af tiden, er jeg ovenpå i spillet"."
Igennem hele sin karriere blev han set som en modstridende og gådefuld person. Selv om han var en hårdnakket Republikaner støttede Warner filmprojekter som støttede den demokratiske præsident Franklin D. Roosevelts New Deal. Han var modstander af den europæiske fascisme og kritiserede Nazityskland længe før Amerika blev inddraget i 2. verdenskrig. Som modstander af kommunisme optrådte Warner efter krigen som vidne for anklagerne i House Un-American Activities Committee, hvor han frivilligt udpegede filmforfattere som var blevet afskediget fordi de blev mistænkt for at være kommunister eller kommunistsympatisører. Trods sit kontroversielle image i offentligheden forblev Warner med at have indflydelse i filmindustrien indtil han gik på pension i starten af 1970'erne.

## Tidlige år
Jack Warner blev født i London, Ontario i Canada i 1892. Hans forældre var jødiske immigranter fra Polen, som fortrinsvis talte jiddisch. Jack var den 5. overlevende søn af Benjamin Warner en skomager fra Krasnosielc i Polen, (som dengang var en del af det Russiske imperium) og hans kone, Pearl Leah Eichelbaum. Efter at de var blevet gift i 1876 fik parret tre børn i Polen, hvor af en døde som lille. Et af de overlevende børn var Jacks ældste bror Hirsch (senere Harry). Warner familien havde levet i en fjendtlig verden, hvor forfølgelser var en del af livet for jøderne". På jagt efter en bedre fremtid for sig selv og sin familie begav Benjamin sig i 1888 til Hamburg i Tyskland og derfra med skib til Amerika. Efternavnet Warner var muligvis oprindelig "Wonsal" eller "Wonskolaser" Efter at være ankommet til New York tog Benjamin navnet "Benjamin Warner", og han beholdt efternavnet "Warner" resten af sine dage. Pearl Warner og parrets to børn sluttede sig til ham i Baltimore i Maryland mindre end et år senere. I Baltimore fik parret yderligere fem børn, heriblandt Abraham (senere kendt som Albert) og Sam Warner.
Benjamin Warners beslutning om at flytte til Canada i begyndelsen af 1890'erne var inspireret af en vens råd om, at han kunne tjene godt ved at sælge dåsemad til pelsjægere i bytte for skind. Deres sønner Jack og David blev født i Ontario. Efter to slidsomme år i Canada vendte Benjamin og Pearl Warner tilbage til Baltimore sammen med deres voksende familie. Yderligere to børn, Sadie og Milton, blev født der. I 1896 flyttede familien til Youngstown i Ohio, i fodsporet på Harry Warner, som grundlagde en skoreparationsforretning i centrum af den voksende industriby. Benjamin arbejdede sammen med sin søn Harry i forretningen indtil han fik et lån, som betød at han kunne åbne en kød- og købmandsforretning i byens centrum.
Jack voksede op i Youngstown. I sine erindringer skrev han, at hans erfaringer fra byen skabte hans ømme punkter. Warner skrev: "J. Edgar Hoover fortalte mig, at Youngstown dengang var en af de mest barske byer i Amerika, og et samlingspunkt for sicilianske mafia-gangstere. Der var et mord eller to næsten hver lørdag aften i vores kvarter, og knive og knojern var standardudstyr for de unge omstrejfende hedsporer." Warner hævdede, at han i en kort periode tilhørte en gadebande, som havde hjemme i Westlake's Crossing, et berygtet kvarter lige vest for byens centrum. I mellemtiden fik han sine første erfaringer med show business i den blomstrende stålby, idet han sang på lokale teatre og i en kort tid havde et partnerskab med en anden aspirerende sang-og-dans-mand. Under hans korte karriere indenfor vaudeville skiftede han officielt navn til Jack Leonard Warner. Jacks storebror Sam syntes ikke om disse ungdommelige aktiviteter. "Kom der ud hvor de betaler skuespillerne" anbefalede Sam Warner Jack. "Det er der pengene er."

## Professionel karriere

### Tidlige foretagender
Warner brødrene tog deres første forsigtige skridt ind i underholdningsindustrien i Youngstown. I begyndelsen af den 20. århundrede gik Sam Warner i partnerskab med en anden lokal indbygger og overtog byens "Old Grand Opera House", som han brugte til at spille billige variete- og fotoforestillinger. Forretningen lukkede efter een sommer. Derefter fik Sam Warner job som filmoperatør i Idora Park, en lokal forlystelsespark. Han overbeviste familien om mulighederne i det nye medie og forhandlede om jøbet af en Model B Kinetoscope fra en filmoperatør, som havde været uheldig. Købsprisen var $1.000, og Jack Warner bidrog til købet med $150 ved at pantsætte en hest, ifølge hans nekrolog.
De foretagsomme brødre foreviste en slidt kopi af filmen Det store togrøveri overalt i Ohio og Pennsylvania inden de lejede en tom forretning i New Castle, Pennsylvania. Dette interimistiske teater hed Bijou, og stolene var lånt fra en lokal bedemand.
 Jack, som dengang stadig boede i Youngstown, rejste dertil i weekenderne for at synge til illustrerede sang-lysbilleder mens filmrullen blev skiftet. I 1906 købte brødrene et lille teater i New Castle, som de kaldte "the Cascade Movie Palace". De beholdt teatret indtil de gik over til at distribuere film i 1907. Det år etablerede Warner brødrene Duquesne Amusement Company i Pittsburgh, et filmdistributionsselskab, som var en god forretning indtil Thomas Edison dannede Motion Picture Patents Company, som forlangte horribelt høje betalinger af distributørerne. I 1909 gik Harry med til at optage Jack i familievirksomheden. Han sendte sin yngre bror til Norfolk, Virginia, hvor Jack hjalp Sam med at drive et andet distributionsselskab. Senere samme år solgte Warner brødrene familievirksomheden til the General Film Company for $10.000 i kontanter, $12,000 i præferenceaktier og betalinger over en fire-årig periode på i alt $52.000".

### Grundlæggelsen af Warner Bros.
Warner brødrene lagde deres midler i en fælles pulje og gik i gang med at lave film i 1910. Derpå, i 1912, støttede de filmskaberen Carl Laemmles Independent Motion Picture Company, som udfordrede Motion Picture Patents Companys monopolstilling. Samme år fik Jack Warner et job som filmsplejser i New York, hvor han hjalp sin bror Sam med at lave filmen Dante's Inferno. Trods det at filmen var en succes i biograferne var Harry Warner stadig bekymret over den økonomiske trussel, som Edisons firma udgjorde. Han afbrød efterfølgende samarbejdet med Laemmle og sendte Jack af sted for at grundlægge et distributionsfirma i San Francisco, mens Sam gjorde noget tilsvarende i Los Angeles.
Brødrene var snart klar til at udnytte det voksende filmmarked i Californien. I 1917 blev Jack sendt til Los Angeles for at starte endnu et distributionsselskab.
Deres første mulighed for at producere en stor film kom i 1918 da de købte filmrettighederne til My Four Years in Germany, en bestseller, som fordømte tyske krigsforbrydelser. Filmen blev en succes både økonomisk og blandt kritikerne, og de fire brødre blev i stand til at etablere et filmstudie i Californien. I det nye studie blev Jack leder af produktionen sammen med sin ældre bror Sam. I denne rolle købte de to brødre nye manuskripter og udkast, styrede filmproduktionen og søgte efter måder at reducere produktionsomkostningerne.
Warner Bros. fulgte op på successen med My Four Years in Germany med en populær serie som hed The Tiger's Claw i 1919. Samme år havde studiet knap så stor succes i forsøget på at afsætte Open Your Eyes, en film om farerne ved kønssygdomme og var Jack Warners eneste optræden på film. I denne periode tjente studiet ikke ret meget og i 1920 optog Warners et lån for at betale udestående gæld. Kort efter flyttede Warner Bros. deres studier fra Culver City, Californien til Hollywood, hvor de købte en grund på hjørnet af Sunset Boulevard og Bronson Avenue, som i dag er kendt som Sunset Bronson Studios. Den nye adresse og de forbedrede faciliteter forbedrede ikke afgørende studiets image, som stadig var at de lavede lavpris komedier og vovede film om moralsk fordærv.
Studiet opdagede en dresseret schæferhund ved navn Rin Tin Tin i 1923. Hunden fik sin debut i Where the North Begins, en film om en forladt hvalp, som opfostres af ulve og bliver ven med en pelsjæger. Ifølge en af hans levnedsbeskrivere blev Jack Warners oprindelige skepsis overfor projektet fjernet da han mødte Rin Tin Tin, "som lod til at besidde mere intelligens end nogle af komikerne på Warner." Rin Tin Tin viste sig at være studiets vigtigste aktiv indtil man begyndte at lave talefilm. Manuskriptforfatteren Darryl F. Zanuck lavede adskillige manuskripter til film med Rin Tin Tin og skrev i løbet af et år over et halvt dusin manuskripter til studiets film. Mellem 1928 og 1933 var Zanuck Jack Warners højre hånd og executive producer, en stilling som bl.a. betød at han havde ansvaret for den løbende produktion af film. Trods succesen med Rin Tin Tin og andre projekter kunne Warner Bros. ikke hamle op med de tre store studier i Hollywood – Paramount, Universal og First National.
I 1925 udvidede studiet driften og købte teaterkompagniet Vitagraph, som havde hjemsted i Brooklyn. Senere samme år tilskyndede Sam Warner sin bror Harry til at underskrive en aftale med Western Electric om at udvikle en serie korte talefilm, ved hjælp af den nyudviklede Vitaphone teknologi. Sam døde af lungebetændelse i 1927 (lige før premieren på den første talefilm i spillefilmslængde The Jazz Singer), og Jack blev herefter den eneste produktionschef. Jack var knust, da Sam døde. En levnedsbeskriver skrev: "Igennem hele sit liv var Jack blevet varmet af Sams smittende optimisme, hans tørst efter oplevelser og hans spillernatur. Sam havde også fungeret som en stødpude mellem Jack og hans alvorlige ældste bror Harry. I de følgende år styrede Jack Warner Bros. studierne i Burbank med jernhånd. Efter hans brors død blev han stadig vanskeligere at have med at gøre og mange af hans ansatte blev fornærmede.
Mens familien sørgede over Sams pludselige bortgang betød successen for The Jazz Singer at studiet blev et af de store studier. Studiet investerede kun $500.000 i filmen, men tjente $3.000.000 på den. Hollywoods fem store studier, som styrede hovedparten af landets biografer, forsøgte i starten at forhindre væksten i talefilm. På trods af denne organiserede modstand producerede Warner Bros. 12 talefilm alene i 1928. Det følgende år anerkendte det nyligt etablerede Academy of Motion Picture Arts and Sciences Warner Bros. for at have revolutioneret filmindustrien med indførelsen af lyd.
Trods Warner Bros. nye velstand, fastholdt Jack en hård omkostningskontrol. Han lod studiets instruktører opfylde en produktionskvote og indførte en flad skummel belysning, så kulisserne så mere billige ud end de var.

### Depressionen
Studiet kom forholdsvis uskadt igennem sammenbruddet på Wall Street i 1929 og producerede en bred vifte af film. Som Thomas Schatz bemærkede var studiets repertoire "en måde at stabilisere markedsføring og salg, at bringe effektivitet og økonomi ind i produktionen af omkring 50 film om året, og til at adskille Warners' produkter fra konkurrenternes". Warner Bros. blev imidlertid bedst kendt for sine hårdtslående sociale dramaer, som især fik Jack Warners støtte. De omfattede gangsterfilm såsom Little Caesar og The Public Enemy såvel som kritikerroste film som I Am a Fugitive from a Chain Gang med Paul Muni i hovedrollen. Nogle af disse film afspejlede et overraskende (men midlertidigt) skifte i Warners politiske holdning. I 1932 støttede Warner, trods sin mangeårige tilknytning til Republikanerne, den demokratiske præsidentkandidat Franklin D. Roosevelt og arrangerede en "Motion Picture and Electrical Parade Sports Pageant" på L.A. Stadium til fordel for Roosevelt. Denne udvikling indledte en æra hvor Warner rekrutterede hovedparten af de venstreorienterede New Deal forfattere.
I denne periode tog Warner aktiv del i talentrekrutteringen. For at give Warner Bros. nogle hård tiltrængte stjerner gik han på strandhugst efter skuespillerede fra de andre studier, og tilbød i nogle tilfælde at fordoble deres honorarer. Denne strategi lokkede tre stjerner til fra Paramount – William Powell, Kay Francis og Ruth Chatterton. I 1929 overtalte Warner den britiske teater og filmskuespiller George Arliss til at spille titelrollen i Disraeili, en genindspilning af United Artists film fra 1921 af samme navn, en film som blev et hit i biograferne. I 1930 opdagede han de fremtidige stjerner James Cagney, Joan Blondell og Frank McHugh blandt skuespillerne i en forestilling i New York – Penny Arcade. Selv om Cagney viste sig at blive Warners største trofæ, var han også Warners største professionelle udfordring. Under hans hyppige sammenstød med Warner tyede Cagney ofte til at råbe de skældsord efter ham på jiddisch, som han havde lært under sin opvækst i Hell's Kitchen distriktet i New York. Ifølge en artikel i Fortune fra 1937 var Warners mest intense kontraktforhandlinger med Cagney, "som var træt af at spille typer, som slog kvinder, og af at lave fem film om året i stedet for fire."
Studiets ledende producent, Darryl F. Zanuck, tog sin afsked i forbindelse med en kontraktforhandling med Harry Warner i 1933. Ifølge et brev, som Jack samme år skrev til Will H. Hays, som dengang var præsident for Motion Picture Producers and Distributors of America, krævede Zanuck højere løn og "gav udtryk for sit ønske om at hæve lønningerne til skuespillere og teknikere i de film vi producerede". I 1933 dannede Zanuck 20th Century studiet, som blev slået sammen med Fox Film Corporation i 1935. Den mangeårige producer i Warner, Hal B. Wallis, overtog posten som ledende producent. Warner nægtede imidlertid at give Wallis de samme magtbeføjelser som Zanuck havde haft, og resultatet blev en decentralisering af den kreative og administrative kontrol, hvilket ofte førte til forvirring i studiet. Under det nye system var hver film underlagt en opsynsmand, som i reglen var rekrutteret blandt studiets manuskriptforfattere. Selv om Warner Bros. fastholdt et højt produktionsniveau igennem 1930'erne havde nogle film en svingende kvalitet, som ikke kun afspejlede problemerne ved at skifte til et nyt system, men også konsekvenserne af at overlade autoritet til kreative folk i underordnede stillinger.
I mellemtiden blev Jack Warners involvering i produktionen noget mere begrænset. Efter at have anskaffet et manuskript havde han ofte meget lidt at gøre med filmatiseringen indtil filmen var klar til prøveforevist. Trods det kunne Warner godt være hårdhændet i sin omgang med sine ansatte, og han var "nådesløs i sine fyringer." Filminstruktøren Gottfried Reinhardt hævdede, at Warner "havde fornøjelse af" at ydmyge underordnede. "Harry Cohn var modbydelig", sagde Reinhardt, "men det var han af forretningsårsager, han var ikke sadist. [Louis B.] Mayer kunne være et monster, men han var ikke modbydelig blot for at være modbydelig. Det var Jack."
Warners ledelsesstil var frustrerende for mange ansatte i studiet. Komikeren Jack Benny, som engang arbejdede for Warner Bros., sagde, "Jack Warner ville hellere fortælle en dårlig vittighed end lave en god film"; Warner havde ofte sammenstød med skuespillere, og skal have forbudt dem at komme i ledernes kantine med den forklaring at, "jeg behøver ikke at se på skuespillere mens jeg spiser." Studiechefen opnåede dog nogle filmstjerners hengivenhed. Blandt disse var Bette Davis, en af studiets førende stjerner, som engang flygtede til England, for at blive løst fra sin kontrakt. I senere år forsvarede Davis Warner imod rygter som seksuel usømmelig da hun skrev: "Han var ikke nogen liderlig chef! Hans synder lå andre steder. Han var faderen. Magten. Æren. Og han var i forretningslivet for at tjene penge." Davis afslørede, at efter at hendes barn var blevet født, blev Warners holdning til hende var og beskyttende. "Han blev far og barn, ingen tvivl om det", sagde hun. "Han sagde til mig, at jeg ikke behøvede at begynde at arbejde ingen før jeg var parat. Han var et tænkende menneske. Der blev ikke sagt mange pæne ting om ham." Warner fik også Errol Flynns taknemmelighed og hengivenhed. I 1935 udvalgte studiechefen personligt Flynn til titelrollen i Captain Blood, selv om Flynn var en ukendt skuespiller på daværende tidspunkt. I 1936, efter at et andet kostumedrama, The Charge of the Light Brigade, havde fået succes, rev Warner Flynns kontrakt i stykker, og gav ham en ny langtidskontrakt med dobbelt så høj ugeløn.

### Før og under 2. verdenskrig
I slutningen af 1930'erne blev både Jack og Harry Warner i stigende grad alarmerede over nazismens fremmarch. Som Bernard F. Dick bemærkede: "Som sønner af polske jøder, som var flygtet fra deres hjemland på grund af anti-semitiske pogromer {havde Warner brødrene] ... en personlig interesse i at udstille nazismen." Hertil kom, at film som var kritiske overfor tysk militarisme, var noget Warner brødrene havde beskæftiget sig med i lang tid - helt tilbage før indspilningen i 1918 af My Four Years in Germany. I 1917 mens de stadig arbejdede med filmdistribution havde Warner sikret sig rettighederne til War Brides en film med Alla Nazimova i rollen som "en kvinde som hellere begår selvmord end at avle børn til et uidentificeret stat, hvis hær i betænkelig grad ser teutonsk ud."
Hertil kom, at Jack Warner var chokeret over mordet i 1936 på studiets sælger, Joe Kaufman, som blev pryglet til døde, at nazistiske bøller i Berlin. Warner beskrev senere hændelsen på følgende måde: "Som mange andre undertallige jøder blev han fanget i en smøge. De [nazistiske bøller] gik løs på ham med knytnæver og køller og sparkede derpå livet ud af ham med deres støvler og efterlod ham døende der." Så mens andre studier i Hollywood gik uden om emnet af frygt for indenlandsk kritik og tab af europæiske markeder, producerede Warner Bros. film, som åbent kritiserede det tyske styre. I 1939 udsendte studiet Confessions of a Nazi Spy med Edward G. Robinson i hovedrollen. Filmprojektet, som var blevet anbefalet Jack Warner af direktøren for FBI J. Edgar Hoover var baseret på virkelige hændelser som den hemmelige agent Leon Turrou havde oplevet. Selv om der af juridiske årsager måtte anvendes fiktive navne, var studiet opsat på at give filmen en "aura af autenticitet", og Hal Wallis foreslog i starten, at man skulle fjerne rulleteksterne, for at lade filme give "indtryk af at være en ugerevy"." Confessions of a Nazi Spy blev angrebet fra mange sider. Kritikeren Pare Lorentz skrev: "Warner Bros. har erklæret krig mod Tyskland med denne film." Den tyske ambassadør reagerede med at sende en protest til den amerikanske udenrigsminister Cordell Hull, og den tyske diktator Adolf Hitler, som lod filmen forevise i sin bolig i Berchtesgaden, var rasende.
Samtidig modtog studiet alvorlige advarsler fra det amerikanske kongresmedlem Martin Dies om konsekvenserne af at bagtage et "venligsindet land."
I starten bøjede studiet sig for pres fra regeringen, filmcensuren og isolationistiske kongresmedlemmer og undlod at lave lignende fil. Jack Warner meddelte, at studiet ikke ville udsende flere propagandafil, og lod straks adskillige projekter med anti-nazistiske temaer skrinlægge. Senere producerede Warner Bros. imidlertid flere film med anti-nazistisk indhold, såsom Underground og All Through the Night. I 1940 lavede studiet kortfilm, som på dramatisk vis dokumenterede den ødelæggelse, som de tyske bombeangreb forårsagede i London. Samtidig fejrede studiet de triumfer som det canadiske luftvåben fejrede, med film såsom Captains of the Clouds. I 1941 producerede Warner også den indflydelsesrige pro-krigsfilm Sergeant York. Samtidige historier om at Jack Warner havde bandlyst brugen af tysk over alt i firmaets studier i Burbank blev afvist af repræsentanter for studierne, som hævdede at et sådant skridt ville have forhindret snesevis af studiets ansatte i at kommunikere med hinanden.
Da USA blev inddraget i krigen blev Jack Warner i lighed med andre studiechefer udnævnt til oberstløjtnant i den amerikanske hær.
I 1943 filmatiserede Warner, efter opfordring fra præsident Franklin D. Roosevelt, en filmatisering af den kontroversielle bog Mission to Moscow; en film, som havde til formål at styrke den folkelige støtte til den ustabile militæralliance mellem USA og Sovjetunionen. Da han senere vidnede overfor House Un-American Activities Committee den 27. oktober 1947, afviste Warner koldkrigs anklager om at filmen var undergravende, og hævdede, at Mission to Moscow kun var blevet produceret for at støtte krigsindsatsen og med tanke for eftertiden. Efter filmens fremkomst beskyldte det republikanske parti Warner for at drive "New Deal propaganda."
I tråd med Warner brødrenes tidlige modstand mod nazismen producerede studiet flere film om krigen end noget andet studie, med film som dækkede alle våbengrene. Hertil kom at studiet udsendte patriotiske musicals såsom This is the Army og Yankee Doodle Dandy.

### Efterkrigsårene
Jack Warner reagerede modstræbende på fjernsynets stigende popularitet i slutningen af 1940'erne. Først prøvede han at konkurrere med det nye medie ved at introducere gimmicks såsom 3-D film, som snart mistede filmpublikums interesse. I 1954 gik Warner endelig ind i fjernsynsmediet, og producerede en ugentlig udsendelse til ABC: Warner Bros. Presents. Studiet fulgte denne satsning op med en række westernserier såsom Maverick, Bronco og Colt .45. I løbet af få år kom Warner, som var vandt til at arbejde med skuespillere på en egenmægtig måde, i konflikt med en række nye TV-stjerner, såsom James Garner, som sagsøgte Warner Bros. i en strid om en kontrakt. Jack Warner var irriteret over det han følge som manglende taknemmelig fra TV-skuespillere, som tydeligvis var mere uafhængige end filmskuespillere, og det forøgede hans foragt for det nye medium. Efter aftalen med ABC gjorde Warner sin søn, Jack Jr., til leder af studiets nye fjernsynsafdeling.
I denne periode var Warner meget lidt fremsynet med hensyn til studiets tegnefilmsafdeling. Tegneseriefigurer som Snurre Snup, Daffy og Pelle Gris, som var elsket af tegnefilmentusiaster var stedbørn for Warner Bros. Som levnedsbeskriveren Bob Thomas skrev: "Jack Warner...anså tegnefilm for blot at være en ekstra service for biografer, som ønskede at give publikum et program uden pauser." I 1953, under et af de sjældne møder mellem Warner brødrene og studiets tegnefilmafdeling indrømmede Jack at han end "ikke vidste hvor pokker tegnefilmsstudiet lå", og Harry tilføjede: "Det eneste jeg ved er, at vi laver Mickey Mouse", en henvisning til Walt Disney Productions største stjerne. Nogle år senere solgte Jack alle de 400 tegnefilm, som Warner Bros. havde lavet frem til 1948 for 3.000 dollar stykket. Som Thomas bemærkede: "De har siden indtjent millioner, men ikke til Warner Bros."
Jack Warners brogede forhold til sin bror Harry blev forværret i februar 1956 da Harry hørte om Jacks beslutning om at sælge Warner Brothers talefilm fra før 1950 til Associated Artists Productions (som snart efter blev slået sammen med United Artists Television) for beskedne 21 mio. dollar. (Aftalen omfattede ikke de sort-hvide tegnefilm og de farvetegnefilm, som var udsendt mellem 1. august 1948 og udgangen af 1949. De sort-hvide tegnefilm og stumfilmene blev solgt til Guild Films af Sunset Productions, som var grundlagt af Warner som dets datterselskab med ansvar for TV programmer på samme måde som Columbia Pictures havde Screen Gems, og de førnævnte tegnefilm fra 1948–1949 forblev ejet af Warner Brothers). "Dette er vor arv, som vi har arbejdet hele vort liv på at skabe, og nu er den borte" udbrød Harry da han hørte om handelen. Kløften mellem Jack og Harry blev større senere på året. I juli 1956 meddelte Jack, Harry og Albert at de satte Warner Bros. til salg. Jack organiserede imidlertid i hemmelig et syndikat, som købte sig den bestemmende indflydelse i selskabet. Da Harry og Albert fandt ud af hvad broderen havde gjort, var det for sent. Som selskabets største aktionær udpegede Jack sig selv til at være selskabets direktør. Kort tid efter at handelen var afsluttet meddelte Jack Warner at selskabet og dets datterselskaber ville blive "ledet mere aktivt i retning af at erhverve de bedste fortællinger og talenter samt producere de bedst mulige film". De to brødre havde ofte skændtes, og tidligere i årtiet hævdede ansatte i studiet, at de havde set Harry jage Jack gennem studiet med et blårør mens han råbte "Jeg vil få ram på for dette, din bastardsøn" og truede med at dræbe ham. Den luskede handel var for meget for Harry, og han talte aldrig mere til Jack. Da Harry Warner døde den 27. juli 1958, undlod Jack at deltage i begravelsen og tog i stedet på sin årlige ferie ved Cap d'Antibes. Adspurgt om en kommentar i anledning af broderens død, svarede Jack: "Harry betød ikke en skid for mig." Samtidig blev Jack beæret af at den amerikanske præsident Dwight D. Eisenhower sendte ham et kondolencebrev.

### 1960'erne
I 1960'erne holdt Warner trit med den hurtige udvikling i filmindustrien og spillede en vigtig rolle i at lave film som fik ros af kritikerne og tjente penge. I februar 1962 købte han filmrettighederne til Broadway musicalen, My Fair Lady for et uhørt beløb på 5,5 mio. dollar. Den tidligere ejer af rettighederne, CBS direktør William S. Paley havde opstillet krav, som bl.a. omfattede halvdelen af distributørens bruttofortjeneste foruden ejerskab af negativerne ved kontraktens udløb. Trods den uhørte pris og kontraktens øvrige betingelser viste aftalen sig at være fordelagtig for Warner Bros., som fik et overskud på 12 mio. dollar. Warner blev kritiseret for at vælge Audrey Hepburn, som ikke kunne synge til at spille hovedrollen som Eliza Doolittle, og årets Oscar for bedste skuespillerinde gik da også til Julie Andrews, som havde spillet rollen som Eliza på Broadway og på scenen i London, for hendes præstation i Mary Poppins, mens Audrey Hepburn end ikke blev nomineret. Filmen fik imidlertid en Oscar for bedste film i 1964.
I 1965 overraskede Warner mange kendere af filmindustrien, da han købte rettighederne til Hvem er bange for Virginia Woolf?, Edward Albees skuespil om et destruktivt ægteskab. Lige fra starten var projektet kontroversielt. Ernest Lehmans manuskript, som lå tæt op af Albees skuespil, var lige til kanten i forhold til den amerikanske filmcensur. Jack Valenti, som netop var blevet chef for filmcensuren, mindedes at et møde med Warner og Ben Kalmenson fra studiet efterlod ham "bekymret". "Jeg var bekymret over tanken om at dette blot var begyndelsen på en æra indenfor filmen, hvor vi bevægede os fra den ene krise til den næste uden nogen rigtig løsning i sigte", skrev Valenti.
I mellemtiden kæmpede Lehman og filmens instruktør Mike Nichols med studiets chefer og forevisere, som krævede at filmen skulle filmatiseres i farver og ikke i sort-hvid. Disse kontroverser kom snart til at stå i baggrunden. Efter premieren tog både kritikere og publikum filmen til sig. Den fik 13 Oscar nomineringer heriblandt den for bedste film i 1966.
Trods disse præstationer blev Jack efterhånden træt af at lave film, og han solgte en betydelig andel af sine aktier til Seven Arts Productions den 14. november 1966. Nogle iagttagere mente, at Ben Kalmenson, Warner Bros.'s administrerende vicedirektør, overtalte Warner til at sælge sine aktier, så Kalmenson selv kunne overtage ledelsen af studiet. Warner havde imidlertid personlige årsager til at gå på pension. Hans kone Ann forsøgte til stadighed at få ham til at tage den med ro, og den aldrende studiechef følte et behov for at få orden i sine sager. Warner solgte sine 1,6 mio. aktier i studiet kort efter at han havde produceret filmudgaven af Lerner & Loewes Camelot. Salget indbragte ham omkring 24 mio. dollar efter skat. Otte måneder efter salget sagde Warner: "Hvem skulle have troet at en slagterdreng fra Youngstown, Ohio, ville ende med at have 24 millioner stakater i lommen?" På det tidspunkt var Warner blevet den anden studiechef, som også fungerede som formand for bestyrelsen efter Columbia Pictures Harry Cohn.
Warners beslutning om at sælge kom på et tidspunkt, hvor han var ved at miste den enorme magt, som han engang tog for givet. Han havde allerede overlevet omvæltningerne i 1950'erne hvor andre studiechefer, heriblandt Louis B. Mayer, David O. Selznick og Samuel Goldwyn – blev afsat af aktionærer som ledte efter en syndebuk for faldende overskud. Strukturændringer indenfor filmindustrien i denne periode betød at studier blev i højere grad fik til opgave at understøtte uafhængige filmproducenter frem for at lave egne film, en situation som ikke gav megen plads til de traditionelle filmmoguler. I midten af 1960'erne var de fleste af Hollywoods filmmoguler døde, og Warner blev anset for at være den sidste af en uddøende race. Tegn på Warners svigtende kontrol over Warner Bros. sås bl.a. i hans mislykkede forsøg på at blokere filmen Bonnie and Clyde, et projekt som han hadede i starten. Ligeledes var Warner som producent af Camelot ude af stand til at overtale instruktøren Joshua Logan til at give hovedrollerne til Richard Burton og Julie Andrews. I stedet valgte Logan Richard Harris og Vanessa Redgrave et valg som bidrog til projektets fiasko blandt såvel kritikerne som blandt publikum. Warner tog officielt sin afsked fra studiet i 1969.

### Efter Warner Bros.
Warner forblev aktiv som uafhængig producent indtil starten af 1970'erne. Blandt hans sidste produktioner var en ny filmudgave af en Broadway musical, 1776. Inden filmen blev udsendt viste Warner en foreløbig udgave for den amerikanske præsident Richard Nixon, som anbefalede betydelige ændringer, heriblandt at to sange som forekom ham at være en skjult kritik af den igangværende Vietnamkrig skulle fjernes. Uden at konsultere filmens instruktør, Peter H. Hunt, beordrede Warner at filmen skulle laves om. I november 1972 fik filmen premiere for et entusiastisk publikum i Radio City Music Hall, men klarede sig dårligt i andre biografer. I et polariseret politisk klima, var der ikke mange amerikanere, som var tiltrukket af "en munter gennemgang af før-republikansk samfundslære". Warners forsøg på at gøre reklame for filmen var til tider ret uheldige. Under et interview med talk show værten Merv Griffin, affyrede den gamle producent en lang tirade mod "lyserøde kommunister". Dette var Warners første og sidste interview på fjernsyn.

## Privatliv
Den 14. oktober 1914 giftede Warner sig med Irma Solomons, en purung datter af en af de første jødiske familier i San Francisco. Irma Warner fødte parrets eneste barn Jack M. Warner den 27. marts 1916. Jack Warner opkaldte barnet efter sig selv, og så dermed bort fra den jødiske skik om at ingen børn skal opkaldes efter nulevende familiemedlemmer. Selv om hans søn havde et andet mellemnavn blev han kaldt junior i hele sit liv. Ægteskabet blev afsluttet i 1935 da Warner forlod sin kone til fordel for en anden kvinde: Ann Page. Wanner og Ann fik en datter sammen, som fik navnet Barbara. Irma Warner sagsøgte sin man med krav om skilsmisse (et skandaløst skridt på daværende tidspunkt) på grund af at han havde forladt hende. Jacks ældre bror Harry udtrykte familiens holdning til ægteskabet da han udbrød: "Gudskelov at vor mor ikke kom til at opleve dette". Warner giftede sig med Ann efter skilsmissen. Warner familien, som stillede sig på Irmas side i sagen, nægtede at acceptere Ann som familiemedlem. I kølvandet på denne strid blev Jacks forhold til sin søn, Jack Warner Jr., også anstrengt.
I slutningen af 1950'erne blev Warner næsten dræbt i et trafikuheld, som betød at han lå i koma i flere dage. Den 5. august 1958 efter at han havde spillet baccarat på Palm Beach Casino i Cannes, slingrede Warners Alfa Romeo ind foran en lastbil med kul på en vej nær Prins Aly Khans villa ved havet. Warner blev slynget ud af bilen, som brød i brand ved sammenstødet. Kort efter ulykken sluttede hans søn sig til resten af familien i Frankrig, hvor den bevidstløse studiechef lå på hospitalet. I et interview antydede Jack Jr. at hans var var døende. Da han derpå besøgte sin far fornærmede han Ann Warner, som han beskyldte for at være årsag til hans forældres skilsmisse. Da Warner igen kom til bevidsthed blev han rasende over beretninger om hans søns opførsel, og deres anstrengte forhold ophørte. Den 30. december meddelte den ældre Jacks advokat Arnold Grant Jack Jr. at han var afskediget fra selskabet. Da han forsøgte at tage på arbejde, blev han afvist af studiets vagter. De to mænd blev aldrig forsonede, og Jack Jr. blev ikke omtalt i sin fars selvbiografi fra 1964.
Warner gjorde intet forsøg på at lade som om han var sin kone tro, og op gennem 1950'erne og 1960'erne havde han en række elskerinder. Den mest langvarige affære var med en aspirerende skuespillerinde ved navn Jackie Park, som i påfaldende grad lignede Warners anden kone. Forholdet var i sit 4. år da Ann Warner pressede sin mand til at afslutte affæren. Selv om hun var klar over at han var utro forblev Ann loyal overfor Warner, selv om hun en engang havde en affære med skuespilleren Eddie Albert i 1941. I 1960'erne hævdede hun, at trods hans ry for hensynsløshed havde han en blød side. I et brev til forfatteren Dean Jennings, som hjalp Warner med udformningen af hans selvbiografi fra 1964: My First Hundred Years in Hollywood, skrev Ann Warner: "Han er umådelig følsom, men der er ikke mange, som ved det fordi han skjuler det."

## Politiske holdninger
Jack Warner var en ivrig Republikaner, men støttede alligevel Franklin D. Roosevelt i starten af 1930'erne. Senere i årtiet gjorde han fælles sag med Nazitysklands modstandere, uden skelen til ideologiske uoverensstemmelser med de som havde venstreorienterede holdninger. I 1947 optrådte Warner imidlertid som "venligt vidne" overfor House Un-American Activities Committee (HUAC), og støttede derigennem påstande om en "rød" infiltration af Hollywood. Warner mente at kommunister var ansvarlige for studiets månedlange strejke, som fandt sted i efteråret 1946, og på eget initiativ oplyste han navne på det dusin filmforfattere, som blev fyret på grund af mistanke om kommunistsympatier, et skridt som i praksis ødelagde deres karrierer. Tidligere ansatte ved studiet, som blev omtalt af Warner, var bl.a. Alvah Bessie, Howard Koch, Ring Lardner Jr., John Howard Lawson, Albert Maltz, Robert Rossen, Dalton Trumbo, Clifford Odets og Irwin Shaw. Som en levnedsbeskriver bemærkede, var Warner "rasende da Humphrey Bogart, Lauren Bacall, Paul Henreid og John Huston sluttede sig til andre medlemmer af stjernekomiteen for den første forfatningstilføjelse som rejste til Washington for at advare mod truslen mod talefriheden. Lester D. Friedman bemærkede, at Warners reaktion på HUAC høringerne var den samme som andre jødiske studiechefers, som "frygtede at en sammenkædning af kommunister med jøder kunne ødelægge dem og deres erhverv".
Warner gav officielt sin støtte til Richard Nixon ved præsidentvalget i 1960 og betalte for helsides annoncer i The New York Times "for at bekendtgøre hvor Nixon burde vælges". I kølvandet på Nixons nederlag til John F. Kennedy, sørgede studiechefen imidlertid for at deltage i en indsamlingsfest i Los Angeles Palladium til ære for den nyvalgte præsident. Adskillige uger senere blev Warner ringet op af den nye præsidents far, Joseph P. Kennedy, og kort tid efter købte Warner Bros. filmrettighederne til Robert Donovans bog PT 109, en bestseller om John Kennedys bedrifter under 2. verdenskrig. "Jeg tror ikke, at præsident Kennedy ville have noget mod mit venskab med Dick Nixon", sagde Warner senere. "Jeg ville have stemt for dem begge, hvis jeg kunne. Man kunne tro, at det var en form for helgardering, men jeg elsker alle." I slutningen af 1960'erne blev han fortaler for Vietnamkrigen.

## Død og eftermæle
I slutningen af 1973 blev de som var nærmest på Warner opmærksom på tegn på at han var var ved at blive forvirret. Kort efter at han var faret vil i den bygning, hvor han havde sit kontor gik han på pension. I 1974 blev han ramt af et slagtilfælde, som gjorde ham blind og invalid. I de følgende år mistede han gradvis evnen til at tale og reagerede ikke længere overfor venner og slægtninge. Til sidst blev Warner den 13. august 1978 indlagt på hospital, hvor han døde den 9. september. Han blev 86 år gammel. Begravelsen blev holdt i Wilshire Boulevard Temple, den synagoge som mange af Warner familien tilhørte. Han blev gravlagt i Home of Peace Cemetery i East Los Angeles, Californien.
Jack Warner efterlod sig et bo, som blev vurderet til 15 mio. dollar. En stor del af Warners bro, herunder indbo blev testamenteret til hans enke Ann. Warner efterlod imidlertid 200.000 til sin søn Jack Jr., måske i et forsøg på at få ham til at afstå fra at anfægte testamentet. I dagene efter Warners død mindedes avisernes nekrologer familiehistorien om "de fire brødre som forlod familiens slagterforretning til fordel for biografer" og fortsatte med at revolutionere amerikansk film. En forsidehistorie i Warners valgte hjemby Youngstown indeholdt beretninger om familiens svære tid i Ohio og beskrev hvordan Jack Warner kørte en af sin fars vogne da han blot var 7 år gammel. Den afdøde filmmogul blev husket for sin rolle i at "skabe Hollywoods guldalder".
Nogle måneder efter Warners død blev en mere personlig tribut arrangeret af biblioteksvennerne ved University of Southern California. Arrangementet som fik titlen: "The Colonel: An Affectionate Remembrance of Jack L. Warner", omfattede Hollywood personligheder såsom Olivia de Havilland og Debbie Reynolds samt Mel Blanc, som havde lagt stemme til utallige tegnefilm. Blanc sluttede arrangementet med Pelle Gris' afskedsreplik: "A-bee-a-bee-a-bee–that's all, folks." Som anerkendelse for hans bidrag til filmindustrien fik Jack Warner en stjerne på Hollywood Walk of Fame ved 6541 Hollywood Boulevard. Han findes også på Canada's Walk of Fame i Toronto, som ærer fremragende canadiere indenfor alle områder.

## Eksterne kilder
- Jack Warner på Internet Movie Database (engelsk)
- Jack Warner på Filmdatabasen
- Jack Warner på Scope
- Jack Warner på Svensk Filmdatabas (svensk)
- Jack Warner på AlloCiné (fransk)
- Jack Warner på AllMovie (engelsk)
- Jack Warner på The Movie Database (engelsk)
- Jack Warner på Internet Broadway Database (engelsk)
- Jack Warner på Encyclopædia Britannica Online (engelsk)